# Nie było słońca tej wiosny
Nie było słońca tej wiosny – polski film fabularny, dramat wojenny, z roku 1983 w reżyserii Juliusza Janickiego, ukazujący życie codzienne mieszkańców wsi w czasie okupacji. Reżyser filmu został wyróżniony za tę produkcję Syrenką Warszawską w kategorii filmu fabularnego w 1984 r.

## Opis fabuły
Akcja filmu toczy się w 1943 roku podczas II wojny światowej. Z transportu ucieka młoda żydowska lekarka – Chaja (Ernestyna Winnicka). Piotr Worosz (Maciej Kozłowski), młody gospodarz, postanawia zapewnić jej schronienie, chociaż jego żona i rodzice stanowczo się temu sprzeciwiają. Wkrótce we wsi wszyscy wiedzą, że kobieta ukrywa się u Woroszów, a Piotr ma z tego powodu poważne kłopoty. Atrakcyjna dziewczyna fascynuje go coraz bardziej, zdaje sobie jednak sprawę, jak wiele dzieli jego, prostego, wiejskiego chłopa, z wykształconą kobietą pochodzącą z miasta. Pomimo gorącego romansu Chaja odchodzi, by jako lekarka pomagać partyzantom. Piotr ukrywa się w lochu, w którym wcześniej chowała się Żydówka. Kiedy po pewnym czasie z niego wychodzi, okazuje się, że jego dom został doszczętnie spalony wraz z jego rodziną – rodzicami, żoną i synkiem. Nad ruinami stary Żyd Josek śpiewa żałobną pieśń.

## Obsada
- Ernestyna Winnicka jako Chaja
- Maciej Kozłowski jako Piotr Wołosz
- Krystyna Wachelko-Zaleska jako Monika, żona Piotra
- Janina Nowicka jako matka Piotra
- Juliusz Lubicz-Lisowski jako ojciec Piotra
- Henryk Bista jako Mazurek
- Zdzisław Kuźniar jako policjant Wiśniewski
- Bogusław Sochnacki jako karczmarz Zygmunt Kramarz
- Jerzy Nowak jako Josek
- Paweł Nowisz jako sołtys
- Maria Czubasiewicz jako barmanka Bronka
- Helena Kowalczykowa jako Wiertkowa
- Włodzimierz Bednarski jako Franek Głębiak
- Zbigniew Bielski jako szwagier karczmarza
- Ryszard Jasiński jako Leon
- Marek Lipski jako partyzant
- Marek Litewka jako oficer
- Ryszard Łukowski jako „Niski”
- Henryk Majcherek jako Surma
- Jerzy Prażmowski jako Skrok
- Marian Rułka jako Czarny
- Paweł Sanakiewicz jako Wyżyński
- Jerzy Trela jako ksiądz
- Stanisław Zatłoka jako dowódca partyzantów
- Jakub Z. Ruciński jako żołnierz